# Anne Vallayer-Coster
Anne Vallayer-Coster   (París, 21 de desembre de 1744 - París, 28 de febrer de 1818) fou una pintora francesa del moviment rococó.

## Biografia
Filla d'un orfebre parisenc que treballava per al rei a l'Hôtel Royal des Gobelins, envoltada d'artesans, Anne Vallayer va ser alumna de Madeleine Basseporte, «dissenyadora del Reial Jardí Botànic» i Claude Joseph Vernet.
Va ser admesa a la Reial Acadèmia de Pintura i Escultura el 28 de juliol de 1770 com a pintora de natures mortes i va exposar al Saló de l'any següent.
El Saló de 1771, en el qual exhibí el quadre Panachés de mer, lithophytes et coquilles amb el seu penjoll, va ser el primer en què va participar. La crítica es va mostrar molt entusiasmada amb la jove, especialment Denis Diderot, que va escriure sobre ella al seu Saló: «Quina veritat, i quin vigor en aquesta imatge! La senyora Vallayer ens sorprèn tant com ens encanta. És la naturalesa, representada aquí amb una força i una veritat inconcebibles, i alhora una harmonia de colors que sedueix».
Al Saló de 1777 va presentar el seu bodegó Le Vase de Porcelaine de Chine, amb la seva Des armures et un buste de Minerve.
Es casà, l'abril de 1781, amb Jean-Pierre Sylvestre Coster, advocat al Parlament i receptor general.
Va continuar la seva carrera d'èxit fins a la seva mort. Va esdevenir cap del gabinet de pintura de la reina Maria Antonieta, així com la seva professora de dibuix. Està especialitzada en retrats i natures mortes, però també destaca en pintures de gènere i miniatures.

## Obres
Esperit enciclopèdic de l'època en què l'Art es barreja amb la Ciència en la mateixa aspiració al Progrés, de tant en tant ha agafat, barrejat amb altres motius, el tema dels plomalls i les petxines marines: Un gerro de porcellana de la Xina amb plantes marines, petxines i diferents espècies de minerals, 1776, col. particular; Una figura de l'Estudi, en marbre blanc, agrupada amb madrèpores, petxines i minerals, col. particular.
- Les Attributs de la Peinture, de la Sculpture et de l’Architecture pendant: Instruments de musique, 1769, peça de recepció per a l'ingrés a la Reial Acadèmia de Pintura i Escultura
- Instruments de musique, 1770, oli sobre tela, 88 × 116, Museu del Louvre, París[7]
- Panachés de mer, lithophytes et coquilles (penjoll de Vas, minerals i cristal·litzacions, desaparegut des de la venda del príncep de Conti el 1777), 1769, oli sobre tela, 130 × 197, Museu del Louvre, París[5]
- Instruments de Musique, 1769, el seu penjoll,[8] Museu del Louvre
- Portrait d'une violoniste, 1773, Nationalmuseum, Estocolm
- Nature morte avec brioche, fruits et légumes, 1775, oli sobre tela, 45 × 55, Nationalmuseum, Estocolm, Brioix, Estocolm
- Un vase de porcelaine de chine, avec plantes marines, coquillages et différentes espèces de minéraux, 1776, oli sobre tela, 108 × 139, Col·lecció particular.[4]
- Retrat de Joseph Charles Roëttiers, escultor, gravador de medalles i orfebre (1692-1779), 1777, castell de Versalles[9]
- Vase de Fleurs et coquille de conque, 1780, oli sobre tela, oval de 50 × 50, Metropolitan Museum, Nova York[10]
- Nature morte: fleurs et fruits, (1787), oli sobre tela muntat sobre marc original, marc daurat de Louis-François Chatard (vers 1749-1819), 64 × 54 cm, enquadrament, muntatge: Alt 85, ample. 73 cm, Museu d'Art i Història de Ginebra, llegat de Gustave Revilliod, Ginebra, 1890
- Nature morte de maquereau, verrerie, miche de pain et citrons sur une table avec un drap blanc, 1787, oli sobre tela, 49 × 60 , Fort Worth, Kimbell Art Museum
- Vase, homard, fruits et gibier o Nature morte au homard, 1817, oli sobre tela, 116 × 178 , Museu del Louvre, París[11]
- Bouquet de fleurs dans un verre d'eau, oli sobre tela, 33 × 24 , Museu de Belles Arts de Carcassona[12]
- Nature morte au lièvre, oli sobre tela, 102 × 81, Museu de Belles Arts de Reims[13]
- Panier de raisins, 1774, oli sobre tela, 38 × 46, Nancy Museum of Fine Arts
- Vase de fleurs, després de 1781, oli sobre tela; 40 × 31, Museu de Belles Arts de Nancy

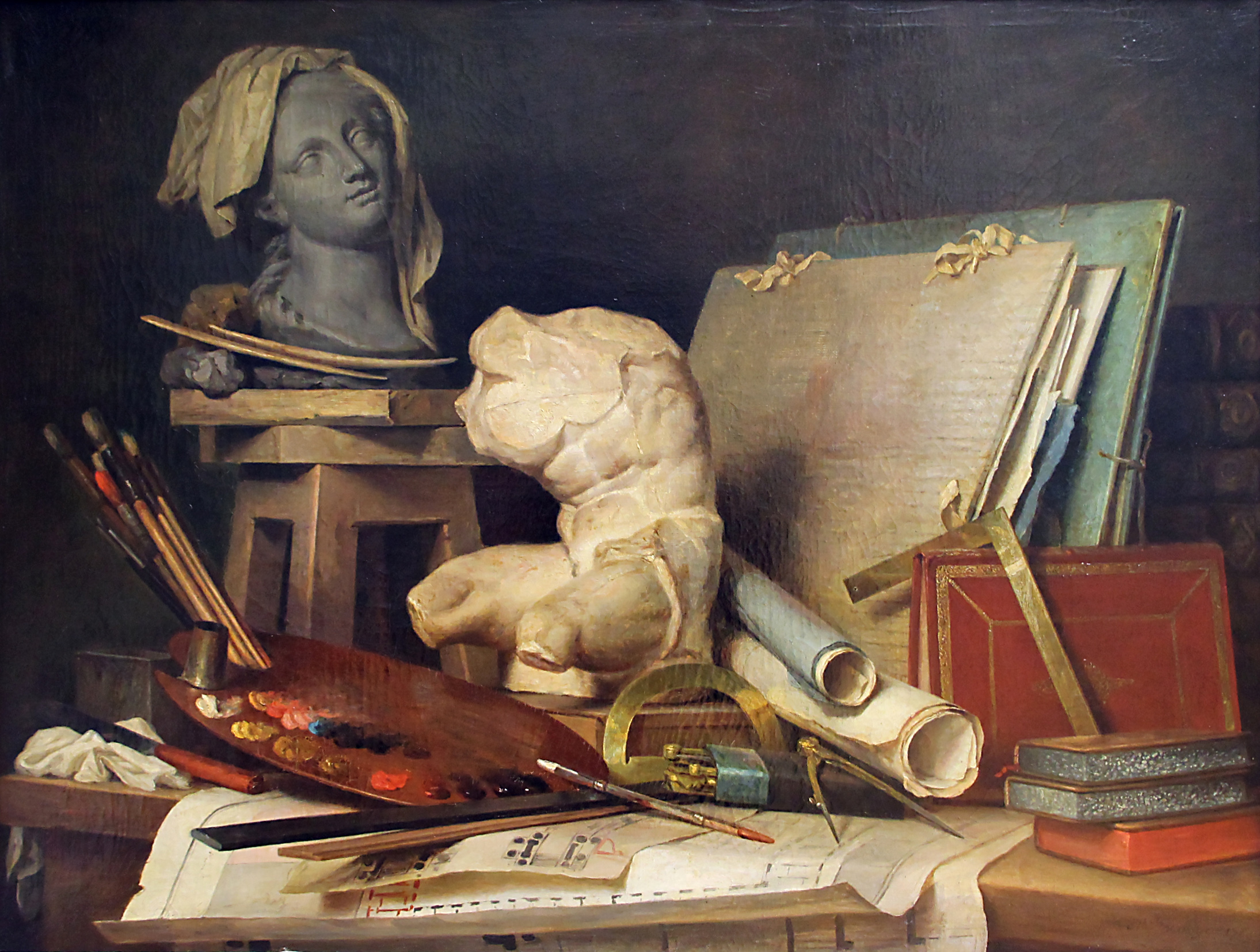
Atributs de les arts 1769, Museu del Louvre
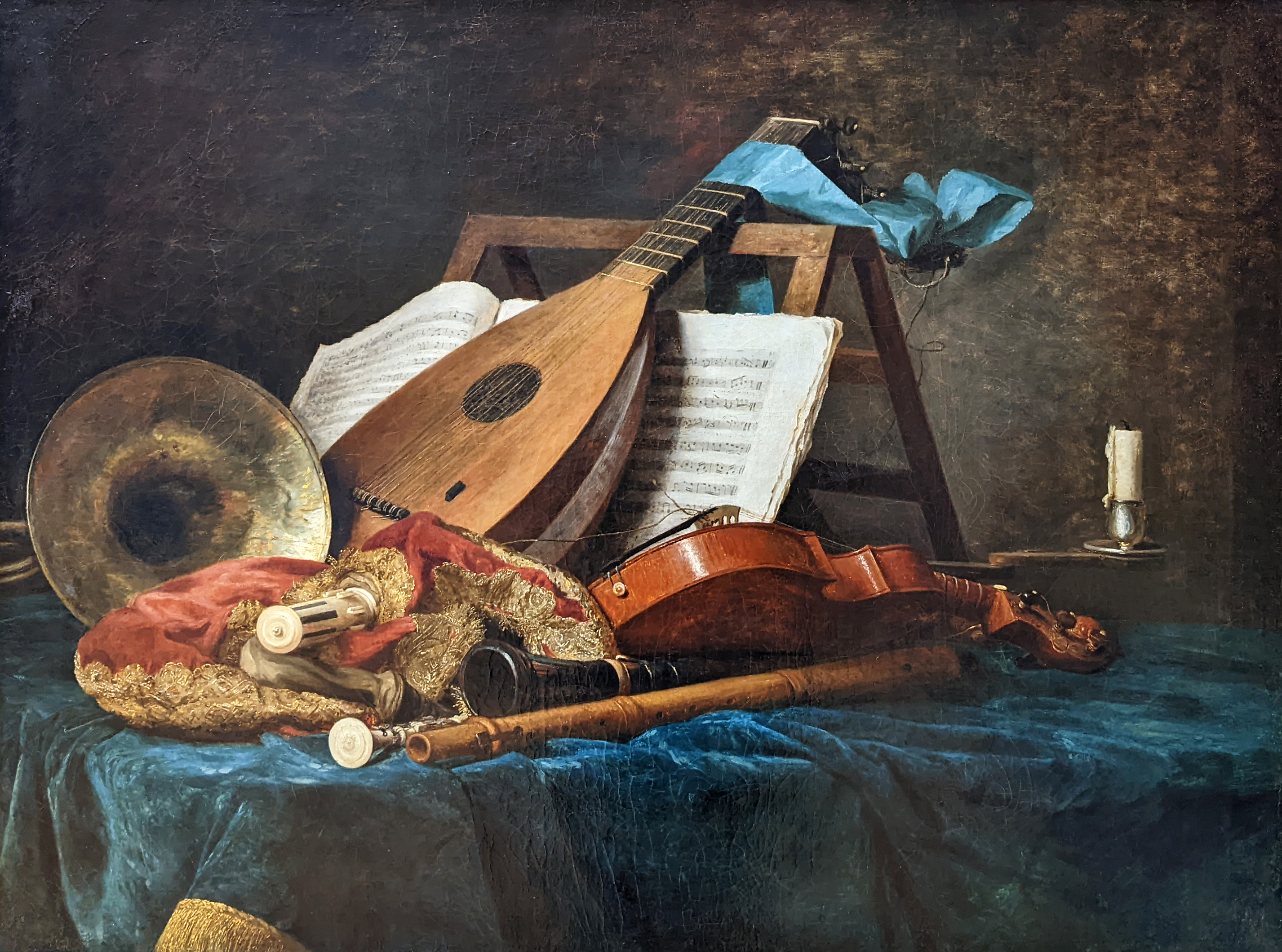
Instruments musicals 1769, Museu del Louvre.
Retrat d'una violinista 1773, Estocolm
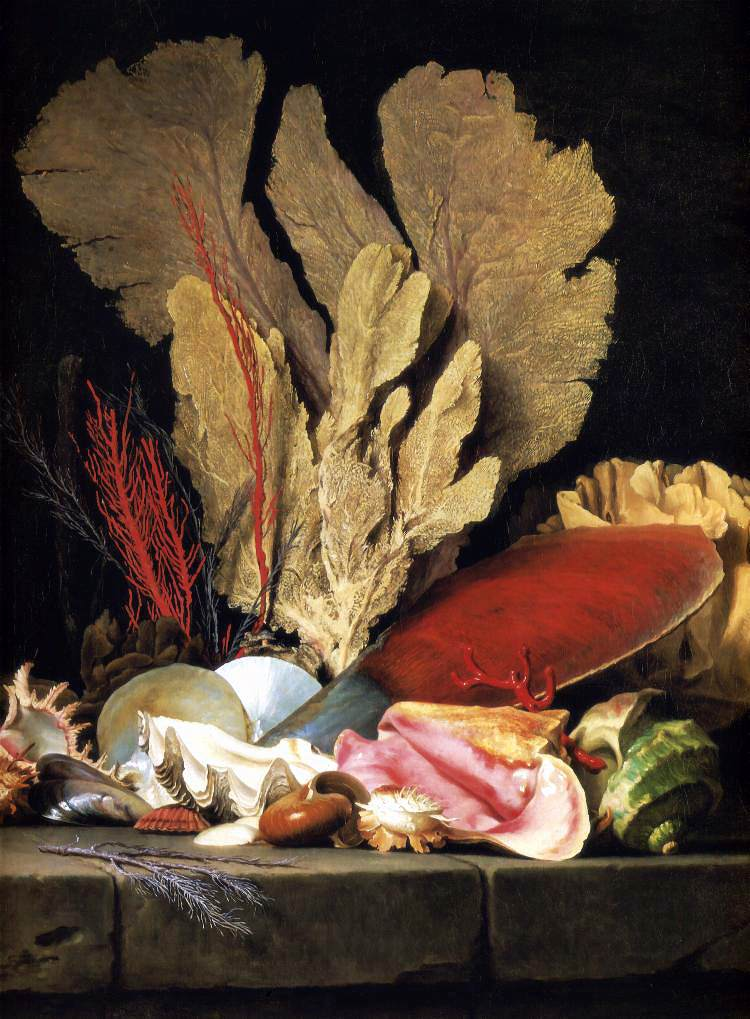
Panachés de mer, 1769 Museu del Louvre
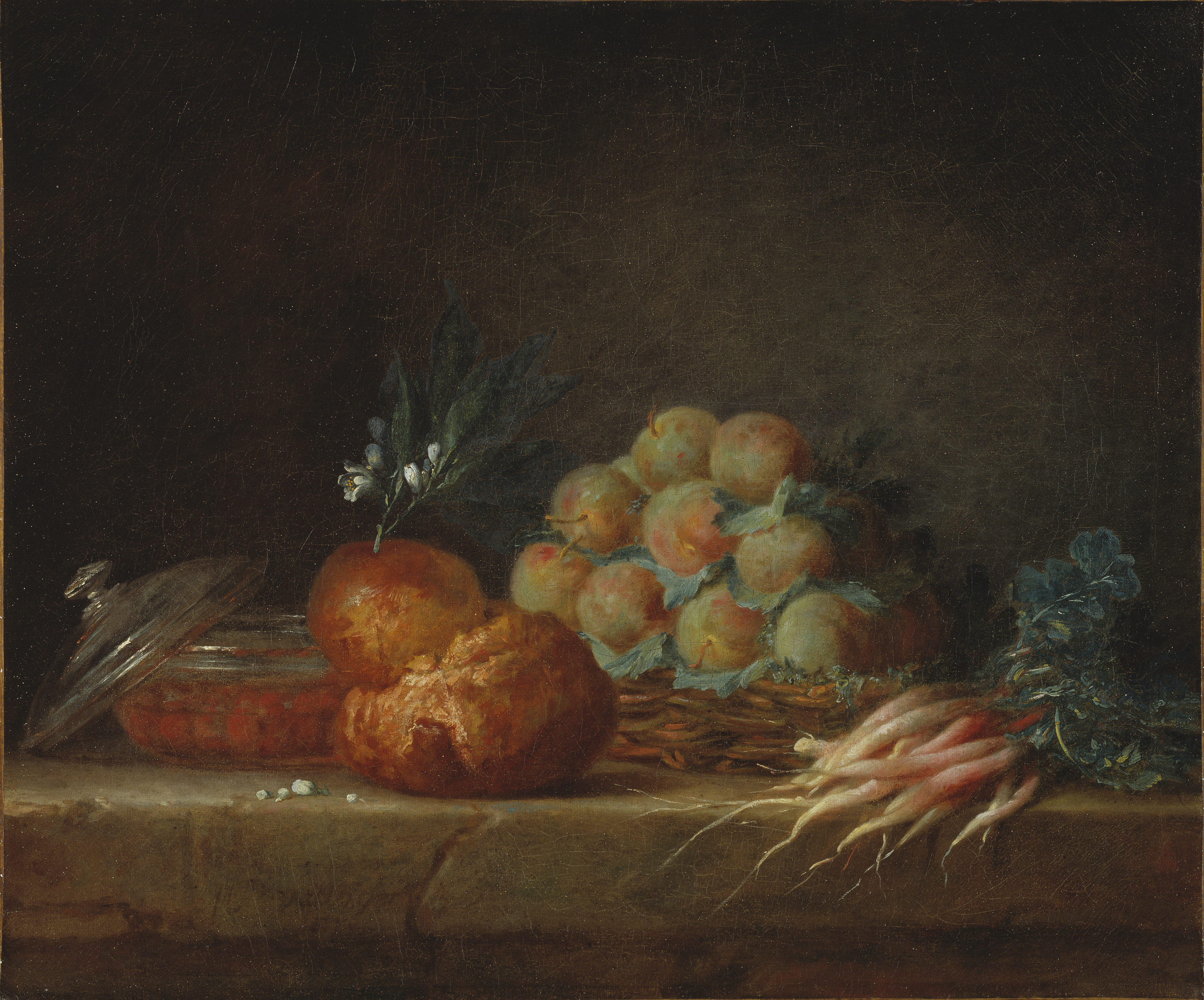
Brioix, fruites i verdures 1775, Estocolm
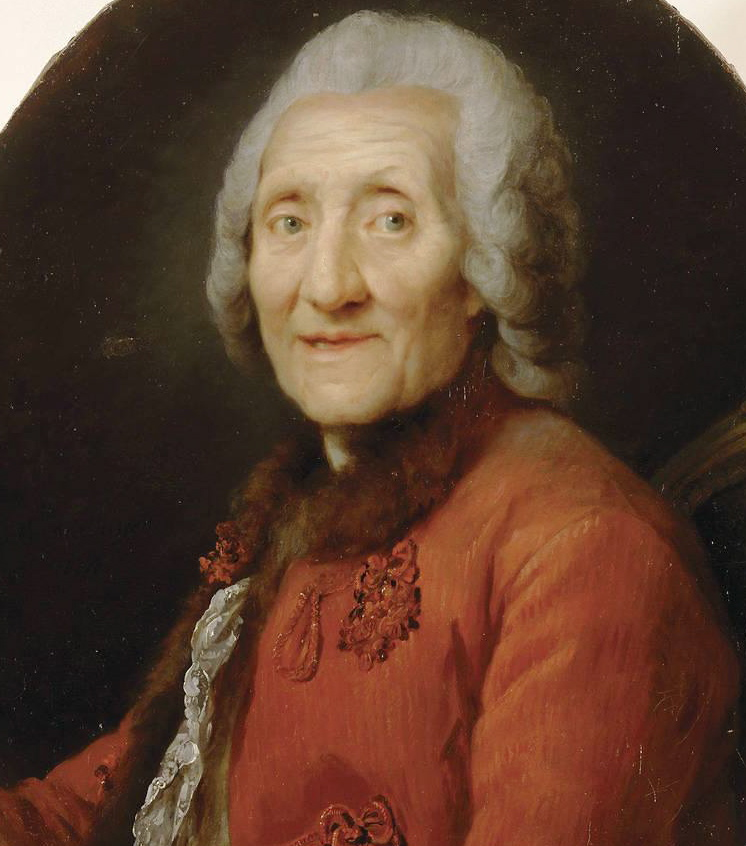
Joseph Charles Roettiers 1777, Palau de Versalles
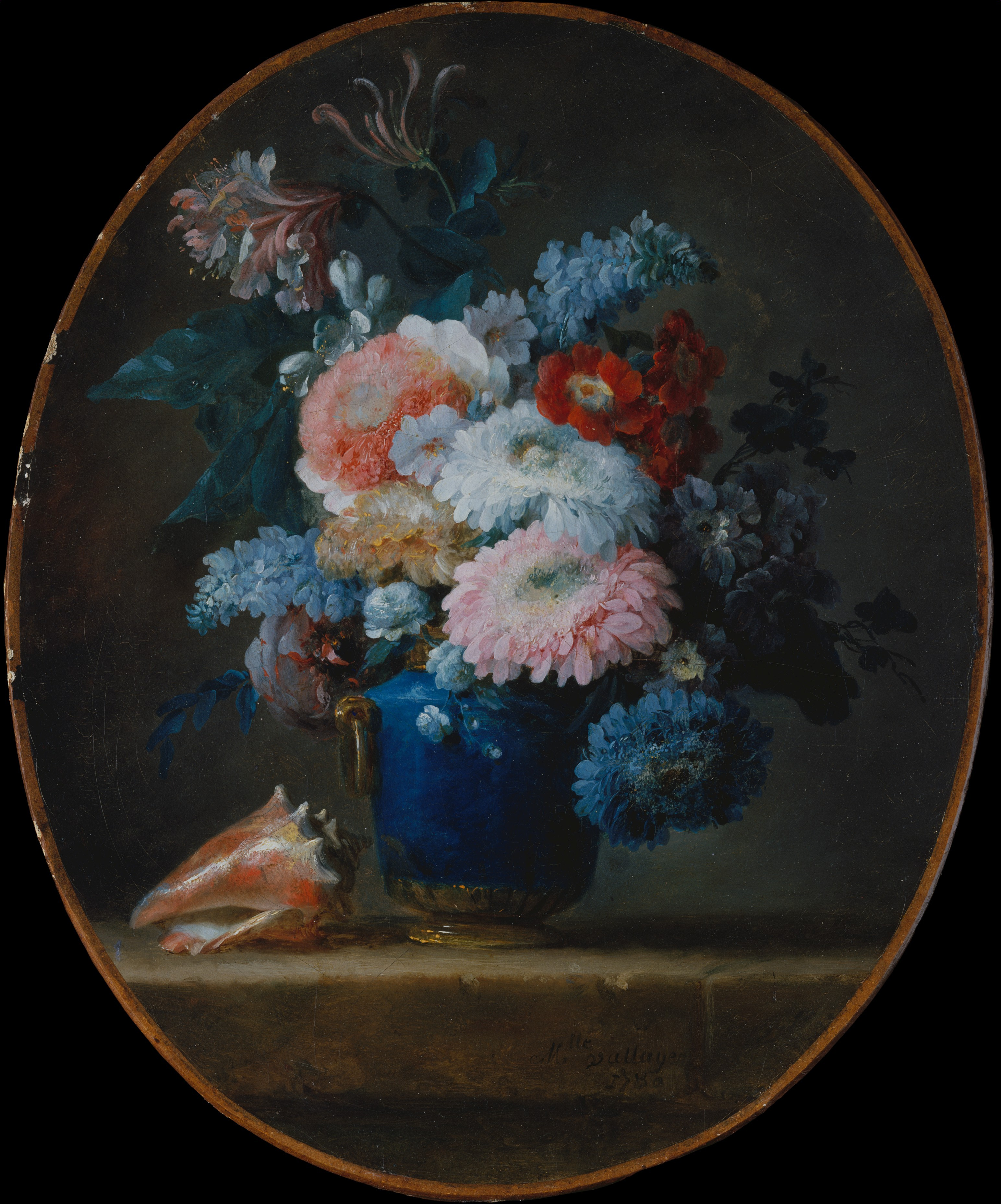
Gerro de flors 1780, Museu Metropolitan
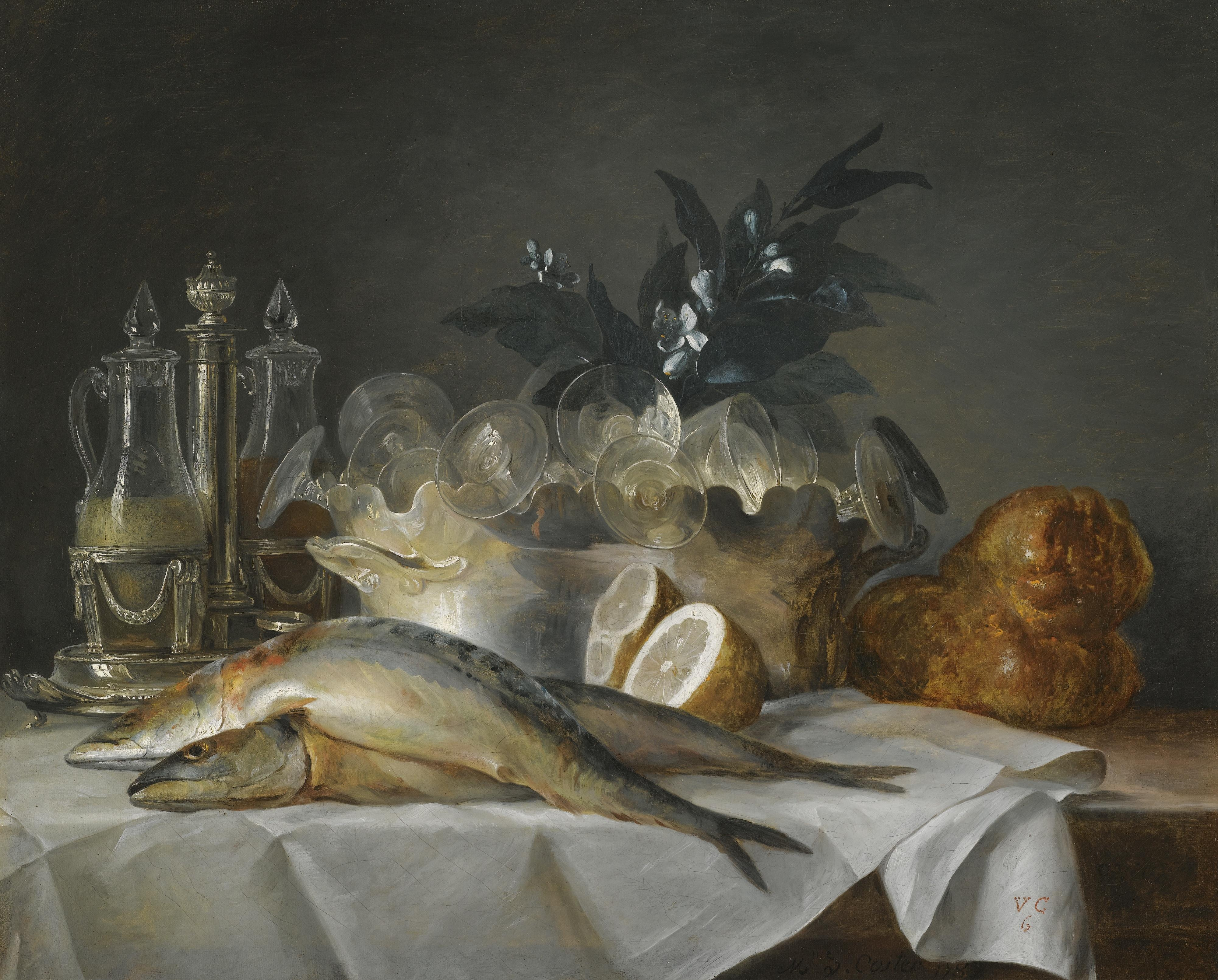
Verat, cristalleria i pa 1787, Fort Worth, Museu d'Art Kimbell.
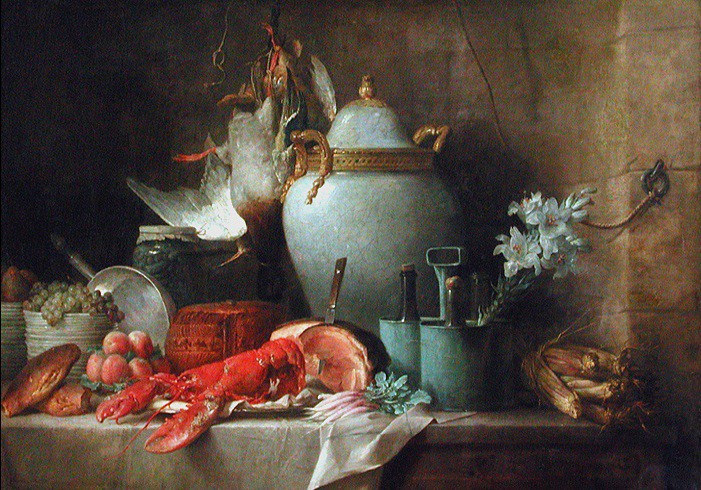
Gerro, llamàntol i fruita, cap al 1817, Museu del Louvre
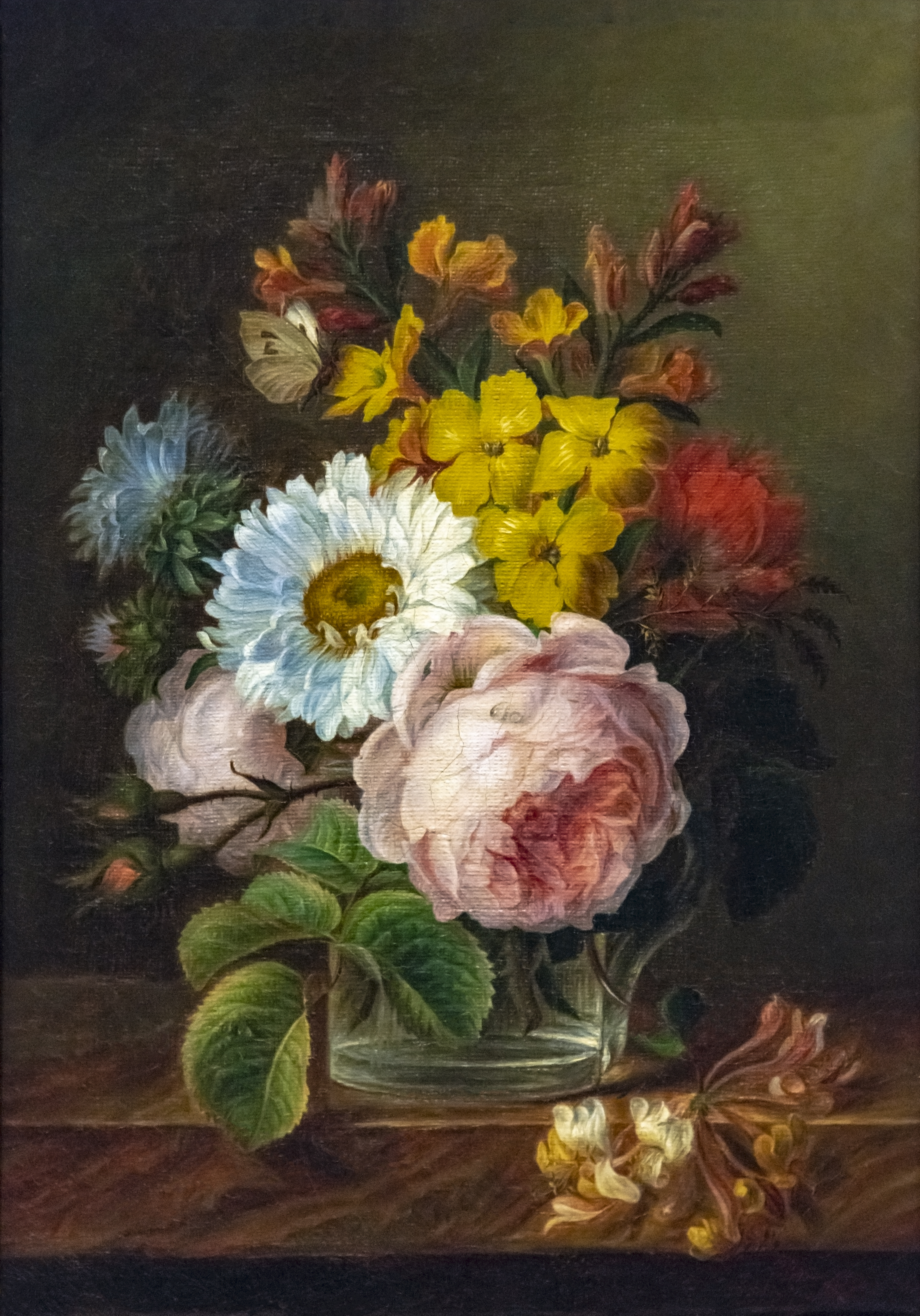
Ram de flors Museu de Belles Arts de Carcassona
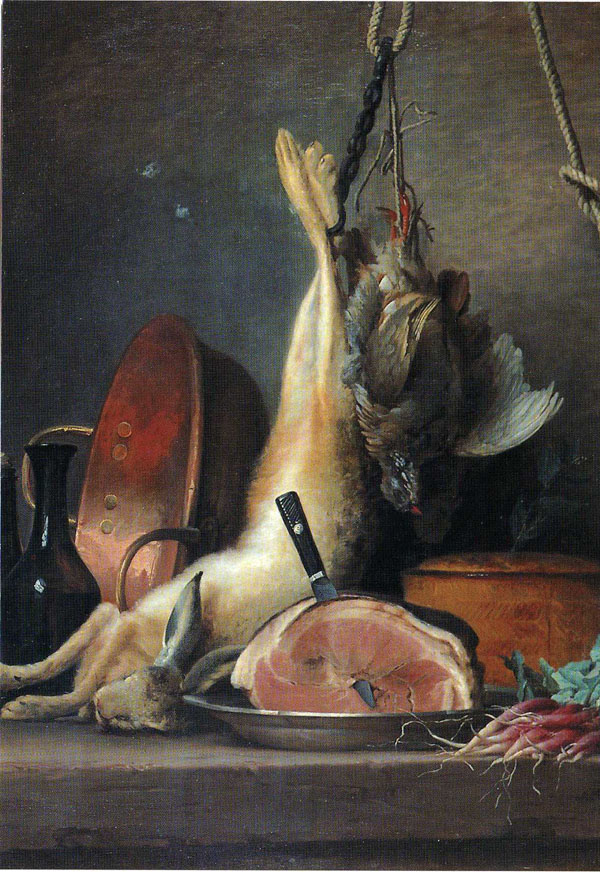
Natura morta amb llebre Museu de Belles Arts de Reims